# Dasybasis edentula
Dasybasis edentula är en tvåvingeart som först beskrevs av Macquart 1846.  Dasybasis edentula ingår i släktet Dasybasis och familjen bromsar. Inga underarter finns listade i Catalogue of Life.